# Soico Televisão
Soico Televisão (STV) és una cadena de televisió privada de Moçambic. La STV va ser llançada en 2002 i transmet emissions les 24 hores. Actualment, STV abasta les províncies de Maputo Cidade, Maputo, Gaza, Inhambane, Sofala, Manica, Tete, Zambézia, Nampula, Cabo Delgado i Niassa.
Des de l'11 de febrer de 2010, el grup de mitjans portuguès Ongoing Media, que també està implicat en projectes de TV a Brasil i a Angola, és soci de Soico Media Group. El grup publica el diari O País, en paper i online, i opera l'estació de ràdio SFM. Des de la seva creació ha transmès esdeveniments nacionals i internacionals de gran prestigi, com la transmissió de l'Eurocopa de futbol de 2004. Gaudeix de la major audiència del país.
En l'àmbit social s'ha implicat activament en causes relacionades amb el VIH-SIDA i altres campanyes de les organitzacions governamentals i no governamentals.
Ha signat una associació amb l'emissora brasilera SBT per emetre programes i novel·les com: Corações Feridos, Carrossel, Domingo Legal, Programa do Ratinho, Programa Sílvio Santos entre d'altres.